# ملعب رينتشلر فيلد
ملعب رينتشلر فيلد هو ملعب متعدد الاستخدام يقع في مدينة إيست هارتفورد الأمريكية . غالبا ما يتم استخدامه لمباريات كرة القدم . يسع الملعب لجلوس 40 ألف متفرج . يعتبر الملعب الرسمي الذي يخوض فيه نادي هارتفورد كولونيالز مبارياته . تم افتتاح الملعب في 30 أغسطس 2003 .